# Cryptopsaras couesii
Cryptopsaras couesii — вид вудильникоподібних риб родини Церацієві (Ceratiidae).
Вид поширений у всіх океанах на глибинах від поверхні до 2000 м.

## Статевий диморфізм

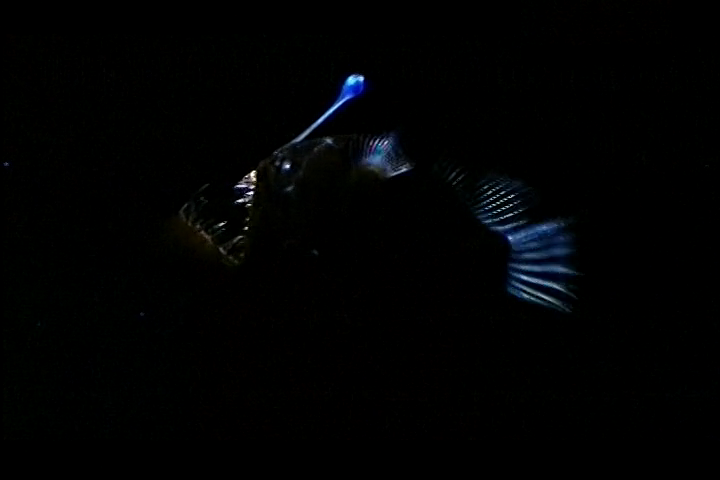
Люмінісцентні органи Cryptopsaras couesii

Самиця сягає до 30 см завдовжки, в той же час самець сягає не більше ніж 1 см. Самці мають редуковані очі та травну систему. Живе за рахунок паразитування на тілі самиці. Самець прикріплюється до тіла самиці, з час його кровоносна система зливається з кровоносною системою самиці, від якої він отримує поживні речовини. В цей же час репродуктивні органи самця збільшуються і самець стає своєрідним придатком до самиці, що виробляє сперматозоїди у сезон розмноження.